# Strumigenys wallacei
Strumigenys wallacei är en myrart som beskrevs av Carlo Emery 1897. Strumigenys wallacei ingår i släktet Strumigenys och familjen myror. Inga underarter finns listade i Catalogue of Life.